# 丸合
株式会社丸合（まるごう）は、鳥取県米子市に本部を置き、鳥取・島根の両県にてスーパーマーケットを運営する企業である。
一時期は福井県にも出店していたが現在は撤退、また鳥取県内でも鳥取市からは撤退（同業他社に譲渡）するなど、近年では鳥取県西部と島根県東部へのドミナント志向を強めている。オール日本スーパーマーケット協会の会員。

## 歴史・概要
米子市が同市西倉吉町に海外からの引揚者向けに三十数戸の引揚者住宅を建設し、そこに入居した引揚者たちが改造して食料品店などを開いたのが始まりである。
しかし、この引揚者住宅は各戸間口一間半（約2.7m）と狭かったことから、1952年（昭和27年）に鳥取西部生活協同組合が近隣に進出することになった際に、個別に営業していては対抗できないとして、組合を結成して共同で対抗することにした。
そこで、引揚者住宅で営業していた27名が140万円を出資し、1954年（昭和29年）10月13日に「協同組合丸合百貨」を設立し、組合員27名の引揚者住宅の店舗部分を全て組合で借り上げて改装した。
そして、同年11月に売り場面積約100坪の総合食料品店として「米子マーケット」を開業した。
この開業時に組合員のうち青果物販売の1名のみは店内で個人で営業を続ける形態をとったが、他の組合員は組合での事業に専従となり、組合より報酬を受け取る形となった。
また、当時はセルフサービス方式の導入は困難だったことから、組合員以外に約25名の従業員を雇用しての開業となった。
その他、開業当初からオート三輪を導入して、淀江町や溝口町など米子市近隣の地域への出張販売も行っていた。
1955年（昭和30年）8月に「協同組合丸合」に商号を変更し、1957年（昭和32年）に初代理事長だった江原直己ら5名が脱退して1958年（昭和33年）6月10日に「主婦の店米子店」を別途に立ち上げるなどして組合員が減少したが、隣接地にあった日本電信電話公社の移転跡地約400坪を取得して大幅に増床して、1960年（昭和35年）4月13日に全店でセルフサービス方式を導入してスーパーマーケットを開店し、同月に「協同組合 ショッピングセンター丸合」へ商号を変更した。
子会社として「有限会社 丸合」を設立し、1962年（昭和37年）3月に既存のスーパーマーケットを継承して境港店を開設したのを皮切りに、チェーン展開を進めた。
国道9号線の拡幅に伴って移転を迫られた小売店18店舗が中心となって、
1970年（昭和45年）9月26日に米子市角盤町に「やよいデパート」を開店し、組合による寄合百貨店として全国から注目を集めた。
1976年（昭和51年）6月に仕入・売上・営業管理を中心とするオンラインシステムの稼働を開始した。
1980年（昭和55年）3月20日に「安来ショッパーズ」（延べ床面積約5,622m2、売場面積約3,949m2、駐車台数約200台）を開店し、同年に総合結婚式場やレストランの入る「大和会館」を開館した。
1991年（平成3年）3月にグループの18店舗で牛乳パックの回収を開始した。
2000年代に入り既存店の増床や改装を進めて、品揃えなどの改善を図って競争力強化を図った。
2010年（平成22年）12月に協同組合から株式会社へ改組した。
また、衣料品店も同一の店名で展開していたが、運営を衣料品専門の問屋に委ねると共に「ファッションハウスすまいる」へ店名を変更した。

## 年表
- 1947年（昭和22年）10月 - 海外からの引揚者が、米子市西倉吉町で「よなごマーケット」を開設[広報 2]。
- 1954年（昭和29年）
  - 10月13日 - 「協同組合丸合百貨」を設立[1]。
  - 11月 - 米子市西倉吉町に「米子マーケット」を開店[5]。
- 1955年（昭和30年）8月 - 協同組合丸合百貨を「協同組合丸合」に商号を変更[1]。
- 1960年（昭和35年）
  - 4月13日 - 「ショッピングセンター丸合」として新装開店[8]。山陰では初めてセルフサービス方式を採用。
  - 4月 - 「協同組合 ショッピングセンター丸合」へ商号を変更した[9]。
- 1970年（昭和45年）9月26日 - 米子市角盤町に「やよいデパート」を開店[11]。
- 1976年（昭和51年）6月 - 仕入・売上・営業管理を中心とするオンラインシステムを稼働開始[13]。
- 1977年（昭和52年）6月23日 - 「やよいデパート境港店」を開店[18]。
- 1980年（昭和55年）
  - 3月20日 - 「安来ショッパーズ」（延べ床面積約5,622m2、売場面積約3,949m2、駐車台数約200台）を開店[14]。
  - 総合結婚式場やレストランの入る「大和会館」を開館[15]。
- 1986年（昭和61年） - POSシステムを導入。
- 1991年（平成3年）3月にグループの18店舗で牛乳パックの回収を開始した[16]。
- 1994年（平成6年）11月 - 協同組合丸合創業満40周年記念行事を行う。
- 2004年（平成16年）11月 - 創業51年目に入り、これを契機に全店リニューアルを実施しお客様に快適で親しみのある店づくりと提供する商品の見直しを図る。
- 2010年（平成22年）12月 - 協同組合から株式会社へ改組[2]。同時に新たな店舗ロゴを採用[2]。

## 店舗

### 過去に存在した店舗

#### 鳥取県

##### 米子市
ショッピングセンタ一丸合米子本店
（米子市西倉吉町21、1960年（昭和35年）4月13日開店）
店舗面積約1,436m2。
隣接地にあった日本電信電話公社の移転跡地約400坪を取得して大幅に増床すると共に、全店でセルフサービス方式を導入してスーパーマーケットとなった。
和光大篠津店
（米子市大篠津町1683、1965年（昭和40年）4月開店）
店舗面積約127m2。
立町店
（米子市立町2-30）
店舗面積約480m2。
やよいデパート
（米子市角盤町、1970年（昭和45年）9月26日開店、2016年（平成28年）1月30日閉店）
地下1階・地上5階建て、延べ床面積約13,638m2、売場面積約9,642m2（直営売場面積約4,610m2）、駐車台数約320台。
米子髙島屋（現・JU米子タカシマヤ）の向かい側に位置し、ピークの1978年（昭和53年）には96億円を売り上げていた。2013年（平成25年）7月にスーパー「丸合」が撤退し、11月からディスカウントスーパー「ディオ」が下層階で営業していたが、3階以上にテナントを誘致できずにいた。
河崎店
（米子市河崎1740-7、1976年（昭和51年）7月31日開店 - 2016年（平成28年）9月1日閉店）
売場面積約1,293m2）、駐車台数約40台。
建物の解体後、跡地にスーパードラッグひまわり河崎店が2017年6月10日に開業。
成実店
（米子市奈喜良279-1、1993年（平成5年）9月3日開店 - 2019年（平成28年）6月30日閉店）
鉄筋コンクリート造
跡地にはローソン米子奈喜良店になった。

##### 境港市
境港店
（境港市本町20、1962年（昭和37年）3月開店）
店舗面積約231m2。
やよいデパート境港店
（境港市元町1825、1977年（昭和52年）6月23日開店 - 2018年（平成30年）9月30日閉店）
延べ床面積約7,670m2、売場面積約4,502m2（直営売場面積約1,682m2）、駐車台数約220台。
高松店
（境港市高松町600、?開店 - 2023年（令和5年）6月30日閉店）

##### 東伯郡
赤崎店
（東伯郡赤碕町、1963年（昭和38年）5月開店）
店舗面積約100m2。
（2代目）赤崎店の店舗面積は約1,890m2。
東伯店
2010年3月28日をもって閉店。2018年現在はスーパーセンタートライアル琴浦店になっている。

##### 西伯郡
（初代）淀江店 → 淀江本通り店
（西伯郡淀江町字淀江802、1963年（昭和38年）9月開店）
店舗面積約99m2。
当店とは別に、国道9号線沿いに「淀江ショッピングセンター」（敷地面積約1,271m2、売場面積約922m2、駐車台数約20台）を開設した。
名和店
（西伯郡名和町御来屋8831、1963年（昭和38年）6月開店）
店舗面積約109m2。
大山口店
（西伯郡大山町末長286-4、1964年（昭和39年）開店）
店舗面積約198m2。

#### 島根県

##### 松江市
玉湯店
（松江市玉湯町湯町74、1976年（昭和51年）6月開店）
店舗面積約1,400m2。
2012年6月12日をもって閉店。現在はシンコー玉湯店になっている。
松江やよいデパート
（松江市寺町198-57、1973年（昭和48年）4月開店）
店舗面積約9,790m2。
八光西津田店
（松江市、1976年（昭和51年）6月12日開店）
延べ床面積約3,824m2、売場面積約1,400m2。
鳥取東店
2011年3月に閉店しサンマートに営業譲渡。サンマート東店になっていたが、2019年8月31日をもって閉店。
鳥取西店
2011年3月に閉店しサンマートに営業譲渡。サンマート西店になっている。
東出雲店（八束郡東出雲町錦町3-90、?開店）
1992年（平成4年）5月22日に売場面積1,550m2で結審した。
2016年5月15日をもって閉店。跡地にスーパーマートサンアイ東出雲店が開業したが、のちに閉店。建物の解体後、マックスバリュ西日本が運営するザ・ビッグ東出雲店が開業。

##### 安来市
（初代）安来店
（島根県安来市大市場1630、1964年（昭和39年）1月27日開店）
店舗面積約450m2。
小原本店の酒蔵を改造して開店した。

#### 福井県
八光小浜店
（小浜市四谷町、1976年（昭和51年）9月9日開店）
売場面積約3,176m2、駐車台数約250台。
小浜ショッピングセンターの核店舗として「ママーストア」と共に出店していた。

## 実現しなかった店舗
やよいデパート錦町店
（米子市錦町3-90、1989年（平成元年）8月15日開店予定）
鉄筋コンクリート造12階建て・延べ床面積約21,162m2、売場面積約6,726m2。

## 過去に存在した関連会社
- サンイン情報システム株式会社（資本金1250万円[13]）

丸合グループの事務処理システムの構築・運用。